# مسابقه آواز یوروویژن ۱۹۶۵
مسابقه آواز یوروویژن ۱۹۶۵ ۱۰مین دوره از مسابقات آواز یوروویژن بود که در Sala di Concerto della RAI، ناپل، ایتالیا برگزار شد. برنده آن کشور لوکزامبورگ بود.